# Ойодо (Нара)
О́йодо (яп. 大淀町, おおよどちょう, ойодо тьо ) — містечко в Японії, у центрально-західній частині префектури Нара.